# Константинос Тасулас
Константинос Тасулас (грч. Κωνσταντίνος Τασούλας; Јањина, 17. јула 1959) јесте грчки политичар, тренутно на функцији председника Грчке.

## Биографија
Он је такође радио као адвокат у Атини и Лондону, док је у периоду 1981−1990. био посебни секретар Евангелоса Аверофа, пре него што је изабран за одборника у Кифисијаи.
Oд 18. јула 2019. до 16. јануар 2025. године био је председник Хеленског парламента. Такође је био министар културе и спорта, заменик министра за националну одбрану и градоначелник Кифисије.
Држи рекорд председника парламента са највише добијених гласова. Председник Грчке je од 13. марта 2025. године.